# Goodenia konigsbergeri
Goodenia konigsbergeri är en tvåhjärtbladig växtart som först beskrevs av Cornelis Andries Backer, och fick sitt nu gällande namn av Cornelis Andries Backer och Boldingh. Goodenia konigsbergeri ingår i släktet Goodenia och familjen Goodeniaceae. Inga underarter finns listade i Catalogue of Life.